# Olympische Sommerspiele 1948/Leichtathletik – 100 m (Frauen)

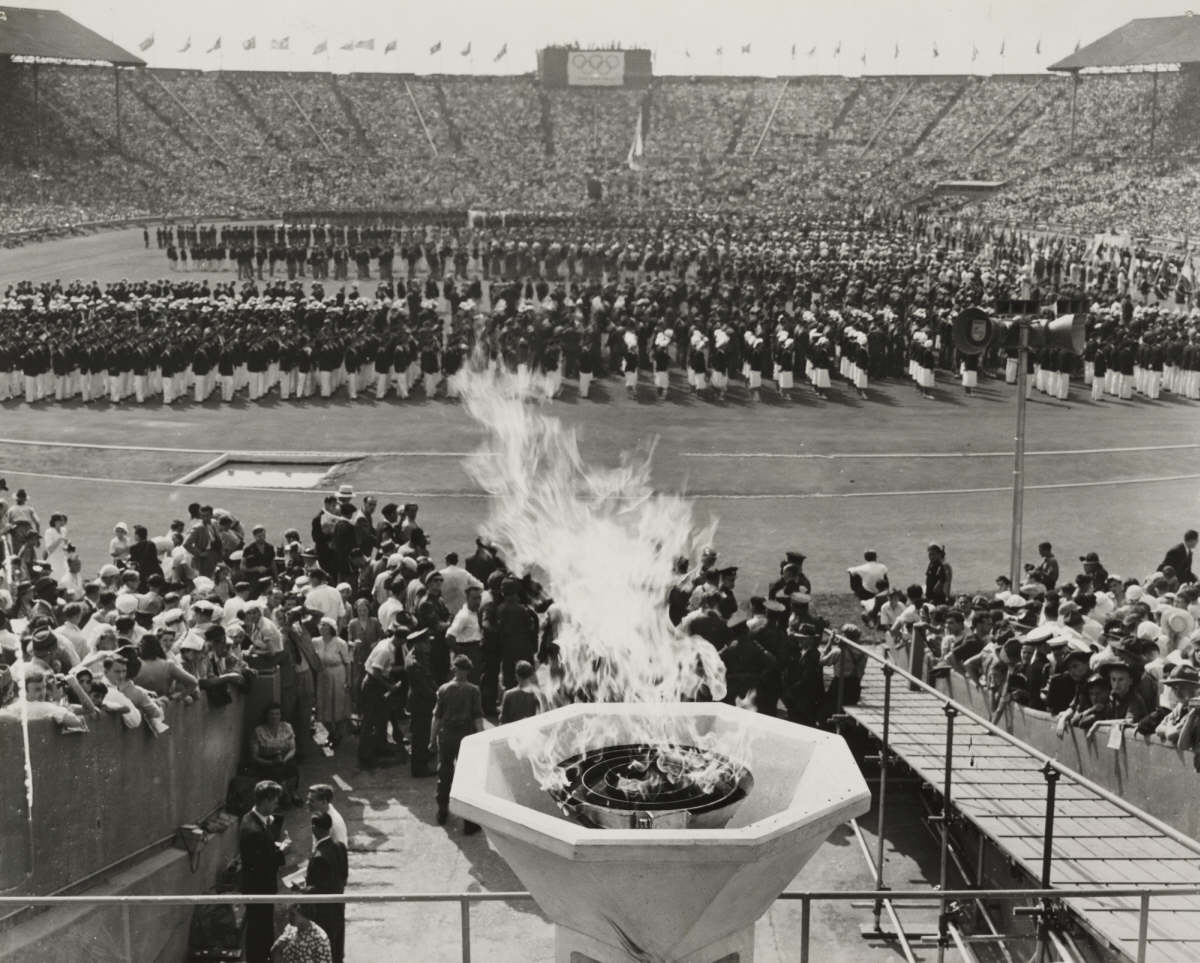
Eröffnungsfeier bei den Olympischen Spielen in London

Der 100-Meter-Lauf der Frauen bei den Olympischen Spielen 1948 in London wurde am 31. Juli und 2. August 1948 im Wembley-Stadion ausgetragen. 33 Athletinnen nahmen teil.
Olympiasiegerin wurde die Niederländerin Fanny Blankers-Koen vor der Britin Dorothy Manley. Bronze gewann die Australierin Shirley Strickland.

## Rekorde

### Bestehende Rekorde
| Weltrekord         | 11,5 s | Fanny Blankers-Koen ( Niederlande) | Amsterdam, Niederlande         | 13. Juni 1948  |
| Olympischer Rekord | 11,9 s | Stanisława Walasiewicz ( Polen)    | Vorlauf OS Los Angeles, USA    | 1. August 1932 |
| Olympischer Rekord | 11,9 s | Stanisława Walasiewicz ( Polen)    | Halbfinale OS Los Angeles, USA | 1. August 1932 |
| Olympischer Rekord | 11,9 s | Stanisława Walasiewicz ( Polen)    | Finale OS Los Angeles, USA     | 2. August 1932 |
| Olympischer Rekord | 11,9 s | Hilda Strike ( Kanada)             | Finale OS Los Angeles, USA     | 2. August 1932 |

### Rekordegalisierung
Die niederländische Olympiasiegerin Fanny Blankers-Koen egalisierte den bestehenden olympischen Rekord von 11,9 s im Finale am 2. August.

## Durchführung des Wettbewerbs
Die Läuferinnen traten am 31. Juli zu neun Vorläufen an. Die jeweils zwei besten Athletinnen – hellblau unterlegt – qualifizierten sich für das Halbfinale, das am 2. August stattfand. Aus den Halbfinals qualifizierten sich die jeweils ersten beiden Wettbewerberinnen – wiederum hellblau unterlegt –  für das Finale am selben Tag.

## Vorläufe
31. Juli 1948, 14:45 Uhr
Es sind nicht alle Zeiten überliefert.

### Vorlauf 1
Wind: ±0,0 m/s
| Platz | Name                | Nation      | Zeit   |
| ----- | ------------------- | ----------- | ------ |
| 1     | Fanny Blankers-Koen | Niederlande | 12,0 s |
| 2     | Viola Myers         | Kanada      | 12,5 s |
| 3     | Betty McKinnon      | Australien  | 12,7 s |
| 4     | Maria Oberbreyer    | Österreich  | k. A.  |
| DNS   | Jolán Mertin        | Ungarn      |        |

### Vorlauf 2
Wind: ±0,0 m/s
| Platz | Name                       | Nation      | Zeit       |
| ----- | -------------------------- | ----------- | ---------- |
| 1     | Shirley Strickland         | Australien  | 12,4 s000  |
| 2     | Birthe Nielsen             | Dänemark    | 12,9 s000  |
| 3     | Noëmi Simonetto de Portela | Argentinien | 13,1 s000  |
| 4     | Benedicta de Oliveira      | Brasilien   | 13,2 s (g) |
| 5     | Tilly Decker               | Luxemburg   | k. A.000   |

### Vorlauf 3

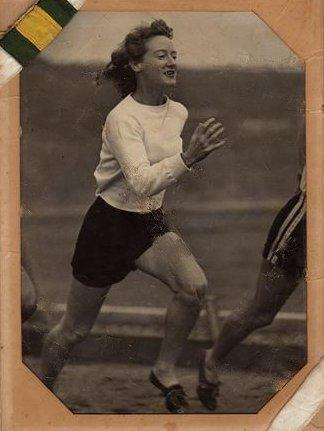
Joyce King – ausgeschieden als Vierte des dritten Vorlaufs

Wind: ±0,0 m/s
| Platz | Name               | Nation         | Zeit       |
| ----- | ------------------ | -------------- | ---------- |
| 1     | Grete Lovsø        | Dänemark       | 12,6 s000  |
| 2     | Winifred Jordan    | Großbritannien | 12,7 s000  |
| 3     | Audrey Patterson   | USA            | 12,8 s000  |
| 4     | Joyce King         | Australien     | 13,1 s (g) |
| 5     | Beatriz Kretschmer | Chile          | k. A.000   |

### Vorlauf 4
Wind: +1,0 m/s
| Platz | Name              | Nation                | Zeit   |
| ----- | ----------------- | --------------------- | ------ |
| 1     | Cynthia Thompson  | Jamaika               | 12,4 s |
| 2     | Daphne Hasenjager | Südafrikanische Union | 12,4 s |
| 3     | Mabel Walker      | USA                   | 12,8 s |
| 4     | Millie Cheater    | Kanada                | k. A.  |
| DNS   | Léa Caurla        | Frankreich            |        |
| DNS   | Mavis Evelyn      | Jamaika               |        |

### Vorlauf 5
Wind: ±0,0 m/s
| Platz | Name             | Nation         | Zeit       |
| ----- | ---------------- | -------------- | ---------- |
| 1     | Doris Batter     | Großbritannien | 12,6 s000  |
| 2     | Kathleen Russell | Jamaika        | 12,9 s000  |
| 3     | Lillian Young    | USA            | 13,0 s000  |
| 4     | Elizabeth Müller | Brasilien      | 13,6 s (g) |
| DNS   | L. F. Eirand     | Ungarn         |            |

### Vorlauf 6
Wind: +0,3 m/s
| Platz | Name                     | Nation         | Zeit   |
| ----- | ------------------------ | -------------- | ------ |
| 1     | Dorothy Manley           | Großbritannien | 12,1 s |
| 2     | Phyllis Lightbourn-Jones | Bermuda        | 13,0 s |
| 3     | Marie-Thérèse Renard     | Belgien        | 13,6 s |
| DNS   | Liliane Sprécher         | Frankreich     |        |

### Vorlauf 7
Wind: ±0,0 m/s
| Platz | Name              | Nation           | Zeit       |
| ----- | ----------------- | ---------------- | ---------- |
| 1     | Olga Šicnerová    | Tschechoslowakei | 12,4 s000  |
| 2     | Bente Bergendorff | Dänemark         | 12,6 s000  |
| 3     | Helena de Menezes | Brasilien        | 13,2 s000  |
| 4     | Üner Teoman       | Türkei           | 13,6 s (g) |
| DNS   | Zsilvia Varga     | Ungarn           |            |
| DNS   | Carmen Phipps     | Jamaika          |            |

### Vorlauf 8

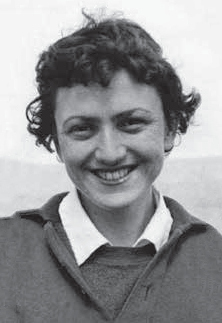
Alma Butia – ausgeschieden als Fünfte des achten Vorlaufs

Wind: ±0,0 m/s
| Platz | Name                | Nation      | Zeit   |
| ----- | ------------------- | ----------- | ------ |
| 1     | Liliana Tagliaferri | Italien     | 12,8 s |
| 2     | Xenia Stad-de Jong  | Niederlande | 12,9 s |
| 3     | Phyllis Edness      | Bermuda     | 13,6 s |
| 4     | Grete Pavlousek     | Österreich  | k. A.  |
| 5     | Alma Butia          | Jugoslawien | k. A.  |

### Vorlauf 9
Wind: ±0,0 m/s
| Platz | Name             | Nation      | Zeit   |
| ----- | ---------------- | ----------- | ------ |
| 1     | Patricia Jones   | Kanada      | 12,7 s |
| 2     | Grietje de Jongh | Niederlande | 12,9 s |
| 3     | Jeanine Moussier | Frankreich  | 12,9 s |
| 4     | Liv Paulsen      | Norwegen    | k. A.  |

## Halbfinale
2. August 1948, 15:30 Uhr
Es sind nicht alle Zeiten überliefert.

### Lauf 1
Wind: ±0,0 m/s
| Platz | Name                     | Nation         | Offiz. hand- gestoppte Zeit | Inoffiz. elek- tronische Zeit |
| ----- | ------------------------ | -------------- | --------------------------- | ----------------------------- |
| 1     | Fanny Blankers-Koen      | Niederlande    | 12,0 s                      | 12,3 s0                       |
| 2     | Shirley Strickland       | Australien     | 12,4 s                      | 12,63 s                       |
| 3     | Grete Lovsø              | Norwegen       | 12,7 s                      | 12,94 s                       |
| 4     | Doris Batter             | Großbritannien | k. A.                       | 12,96 s                       |
| 5     | Liliana Tagliaferri      | Italien        | k. A.                       | 12,99 s                       |
| 6     | Phyllis Lightbourn-Jones | Bermuda        | k. A.                       | 13,65 s                       |

### Lauf 2

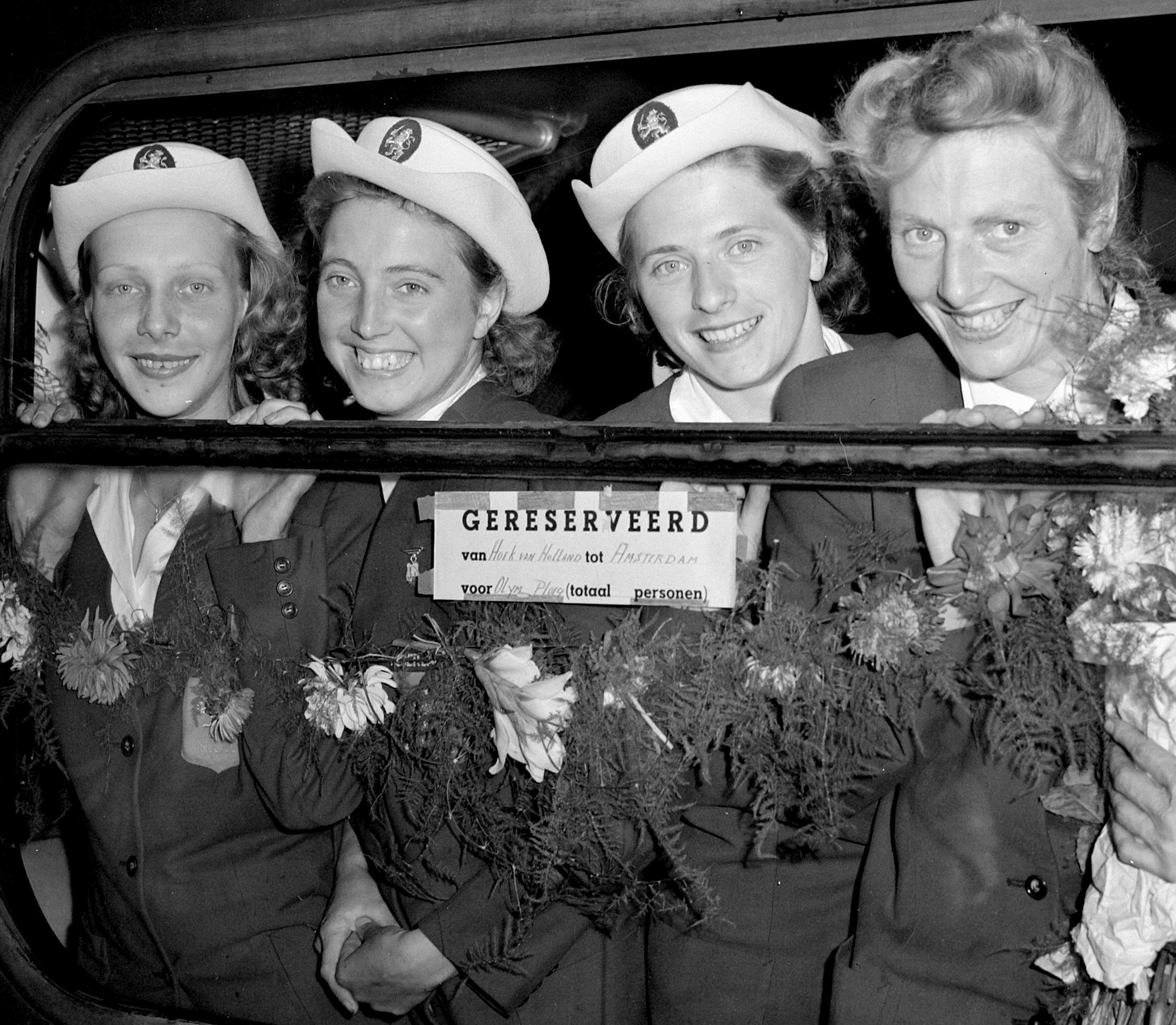
Xenia Stad-de Jong (ganz links) – ausgeschieden als Fünfte des zweiten Halbfinals

Wind: ±0,0 m/s
| Platz | Name               | Nation                | Offiz. hand- gestoppte Zeit | Inoffiz. elek- tronische Zeit |
| ----- | ------------------ | --------------------- | --------------------------- | ----------------------------- |
| 1     | Dorothy Manley     | Großbritannien        | 12,4 s                      | 12,5 s0                       |
| 2     | Patricia Jones     | Kanada                | 12,6 s                      | 12,61 s                       |
| 3     | Daphne Hasenjager  | Südafrikanische Union | 12,7 s                      | 12,66 s                       |
| 4     | Bente Bergendorff  | Dänemark              | k. A.                       | 12,82 s                       |
| 5     | Xenia Stad-de Jong | Niederlande           | k. A.                       | 12,83 s                       |
| 6     | Kathleen Russell   | Jamaika               | k. A.                       | 13,08 s                       |

### Lauf 3
Wind: ±0,0 m/s
| Platz | Name             | Nation           | Offiz. hand- gestoppte Zeit | Inoffiz. elek- tronische Zeit |
| ----- | ---------------- | ---------------- | --------------------------- | ----------------------------- |
| 1     | Viola Myers      | Kanada           | 12,4 s                      | 12,7 s0                       |
| 2     | Cynthia Thompson | Jamaika          | 12,5 s                      | 12,73 s                       |
| 3     | Olga Šicnerová   | Tschechoslowakei | 12,5 s                      | 12,78 s                       |
| 3     | Birthe Nielsen   | Dänemark         | 12,5 s                      | 12,79 s                       |
| 5     | Winifred Jordan  | Großbritannien   | k. A.                       | 13,52 s                       |
| 6     | Grietje de Jongh | Niederlande      | k. A.                       | 13,70 s                       |

## Finale
2. August 1948, 16:45 Uhr

Wind: ±0,0 m/s
| Platz | Name                | Nation         | Offiz. hand- gestoppte Zeit | Inoffiz. elek- tronische Zeit |
| ----- | ------------------- | -------------- | --------------------------- | ----------------------------- |
| 1     | Fanny Blankers-Koen | Niederlande    | 11,9 s ORe                  | 12,2 s0                       |
| 2     | Dorothy Manley      | Großbritannien | 12,2 s0000                  | 12,40 s                       |
| 3     | Shirley Strickland  | Australien     | 12,2 s0000                  | 12,59 s                       |
| 4     | Viola Myers         | Kanada         | 12,3 s (g)0                 | 12,63 s                       |
| 5     | Patricia Jones      | Kanada         | 12,4 s (g)0                 | 12,69 s                       |
| 6     | Cynthia Thompson    | Jamaika        | 12,6 s (g)0                 | 12,87 s                       |

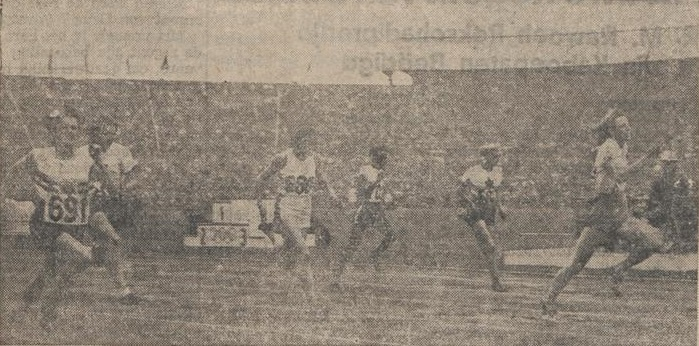
Das 100-Meter-Finale

Im Finale galt die niederländische Weltrekordlerin Blankers-Koen als Topfavoritin. Der Lokalmatadorin Dorothy Manley traute man am ehesten zu, die „fliegende Hausfrau“ herausfordern zu können. Tatsächlich gelang der Britin ein guter Start, doch Blankers-Koen konterte und gewann mit komfortablem Vorsprung.
Fanny Blankers-Koen gelang der erste niederländische Olympiasieg in der Leichtathletik. Für sie war es der erste von vier Olympiasiegen in London.

Die Britin Dorothy Manley und die Australierin Shirley Strickland gewannen die ersten Medaillen ihrer Länder in dieser Disziplin.

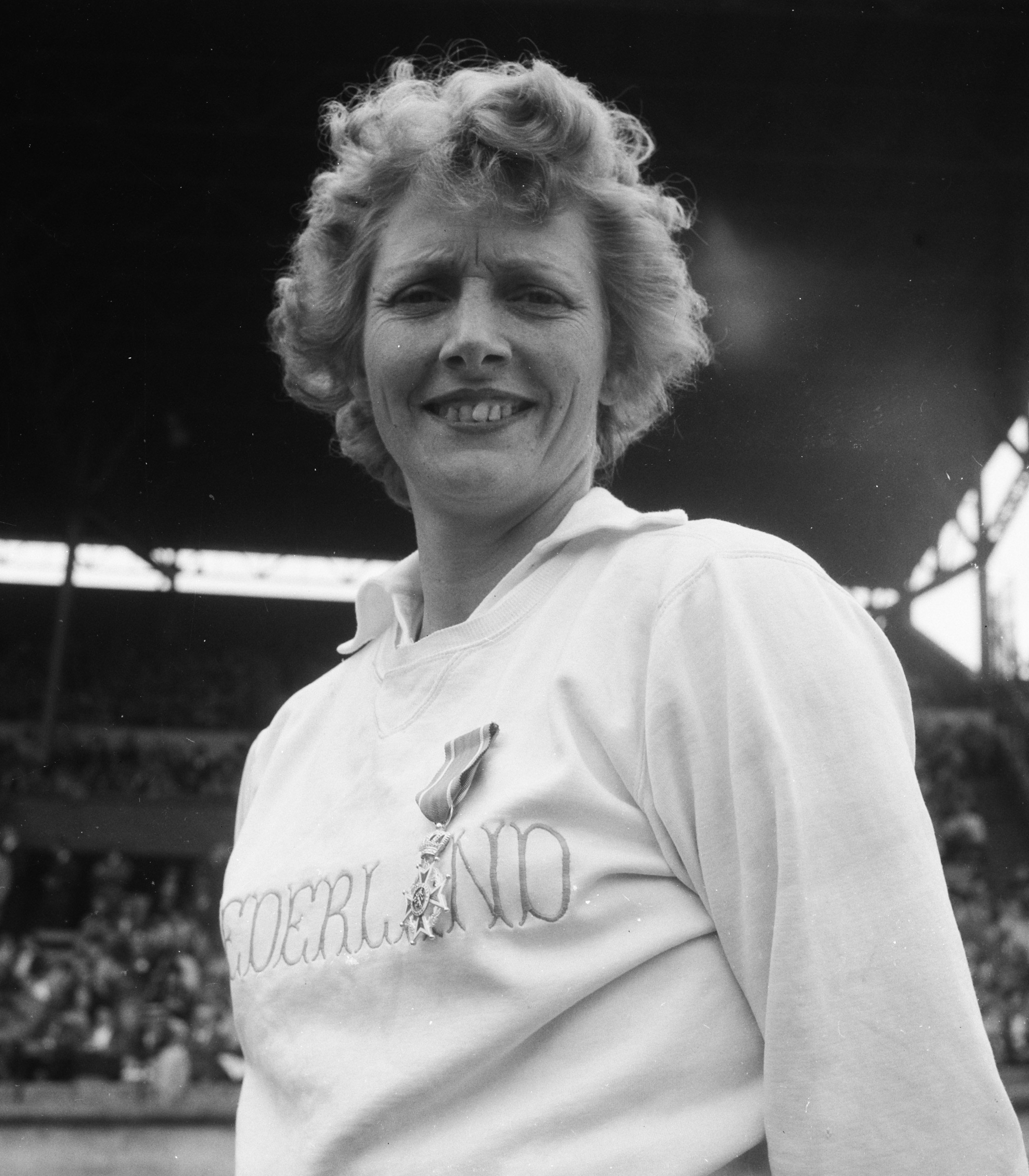
Olympiasiegerin Fanny Blankers-Koen
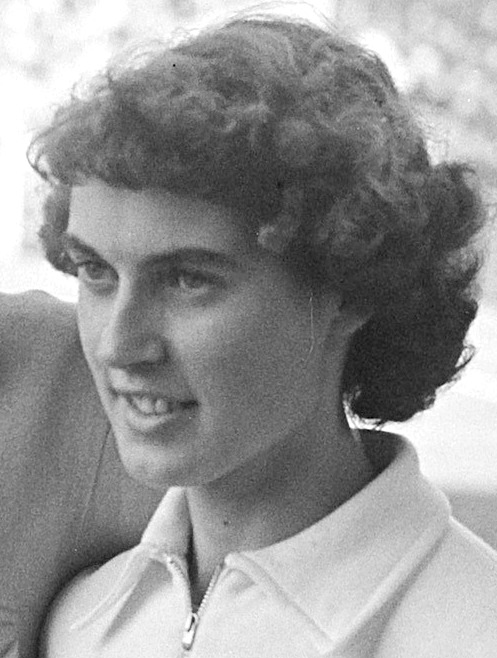
Silbermedaillengewinner Dorothy Manley
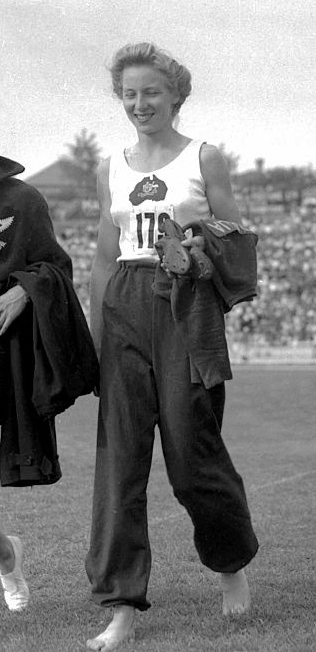
Bronze gab es für Shirley Strickland
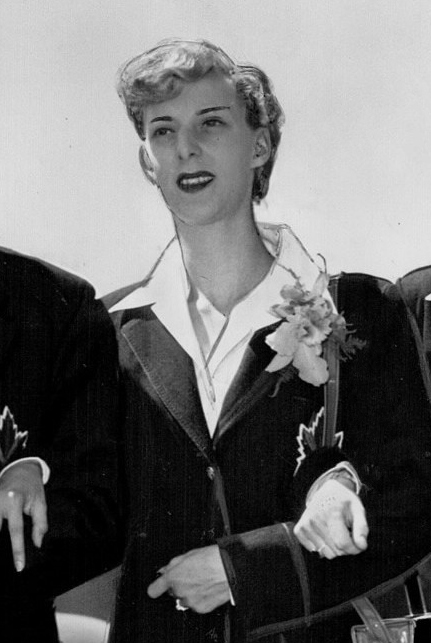
Viola Myers belegte Rang vier

## Videolinks
- The London 1948 Olympic Film Part 2 - Olympic History, Bereich 2:55 min bis 6:05 min, youtube.com, abgerufen am 27. Juli 2021
- The Olympic Games (1948) | BFI National Archive, Bereich 5:56 min bis 6:21 min, youtube.com, abgerufen am 27. Juli 2021
- The Incredible Dominance Of Fanny Blankers-Koen | Olympic Records, youtube.com, abgerufen am 23. August 2017